# Botijo de filigrana

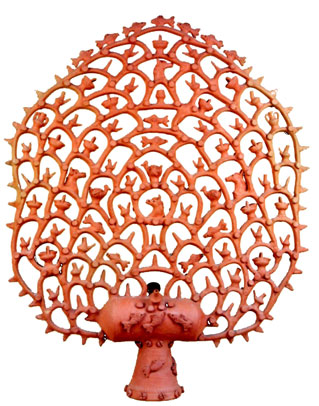
Botijo de Alba de Tormes.

El botijo de filigrana, o barril de filigrana, es una pieza ornamental con “decoración de bordado”, típica de la alfarería tradicional de Alba de Tormes (Salamanca, España). Algunos etnógrafos, Natacha Seseña entre ellos, lo consideran evolución del botijo de barril, y decorada por mujeres.

## Tipología y localización
Independientemente de su tipología y morfología variables, las diversas localizaciones donde se elabora dan distintos nombres a esta pieza: botijo de peineta, de bordado, de encaje, de rejería, barril de torre, pavo real, etc. Partiendo de la estructura básica del botijo de barril, la pieza será luego vidriada por completo y decorada en blanco. La fantasía de la decoración se despliega en el remate calado –simulando complicadas rejerías o enrejados de estructuras finas– que corona la pieza como si fuera la cola desplegada de un pavo real o una historiada peineta.
Elaborados con la arcilla greda típica de la zona de Alba de Tormes, y decorados luego con un «juaguete» de arcilla blanca, algunas variedades presentan, en vez del cuerpo de barril, el tradicional globular con forma zoomorfa, por lo general representando un gallo. Aunque también pueden verse ejemplares sin vidriar, los más populares sí lo están; la decoración se lleva a cabo tras haber sido torneada y secada la pieza, después del baño de engobe rojo; ya ornamentada se procede a su vidriado y horneado; el resultado será una loza brillante con la base de color marrón-rojiza, decorada en amarillo anaranjado.

### Museografía
El botijo o barril de filigrana es una pieza reina en los principales museos monográficos, como el Museo del Botijo de Argentona, el de Toral de los Guzmanes, el de Chinchilla de Montearagón, o el de Villena, así como del Museo de Salamanca.